# Підгорна (Красноуфімський міський округ)
Підго́рна (рос. Подгорная) — присілок у складі Красноуфімського міського округу (Натальїнськ) Свердловської області.
Населення — 576 осіб (2010, 596 у 2002).
Національний склад станом на 2002 рік: росіяни — 98 %.